# 剧画

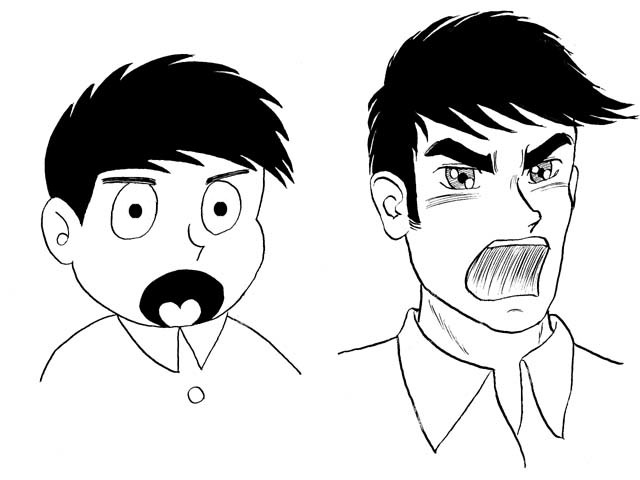
相較於圖左，圖右的畫風更為寫實、更傾向於劇畫風格。

剧画是由日本漫画家辰巳嘉裕所創的名詞，係指繪畫風格比主流漫畫更寫實、符號化程度較低的作品。
20世紀的50年代，辰巳嘉裕和其他一些貸本漫畫家，他们認為自己的作品表現方式更寫實，與主流的漫画不同，且當時部分人對「漫畫」有都是搞笑、輕鬆作品的刻板印象，故應另以其他名詞稱呼之，这个行为跟威爾·艾斯納称其作品为「圖像小說」（graphic novels）而非「漫画」，是一个道理。但劇畫的分鏡、敘事手法基礎依然沒脫離手塚治虫開創的故事漫畫方式，同時部分主流漫畫也開始學習劇畫的風格。在貸本漫畫業衰退後，貸本漫畫家轉向一般漫畫雜誌，劇畫文化也回歸成漫畫的一部分。

## 歷史
辰巳嘉裕从1957年开始印行自己的剧画，跟当时很多面向青少年的漫画作品有很大不同。这些剧画并非出现于以手塚治虫为代表的东京的主流漫画出版物中，而是從貸本漫畫界發跡。那个时候貸本漫畫与主流的漫畫相较，更能容忍实验性和沉闷的作品。60年代末期70年代早期，看漫画成长起来的孩子们开始需要一些事物来针对老读者而剧画则提供了这个契机。而这一代人被称为漫画一代并用看漫画作为抵抗的工具，着一点和美国的嬉皮玩摇滚乐是一样的）。阅读漫画在60年代反对日美安保条约的学生抵抗团体中间特别的普遍。这些年轻人就被称为了“漫画一代”。
因为对这些最初的地下漫画的需求不断高涨，甚至连手塚治虫也开始在自己的漫画中插入了剧画的元素如1970年代早期的漫画《火之鸟》，最著名的则是1980年代的《三个阿道夫》。《三个阿道夫》明显受到了辰巳的影响，比手塚其他的作品有更多的现实风格和黑色设定。另一方面辰巳也在故事叙述方面受到手塚的影响。
剧画不止在故事叙述方面更加严肃，绘画风格也是现实主义的。剧画代表了日本第一代另类漫画家的作品。一些漫画家用其原始定义来描绘其作品中的冲击要素。而手冢借鉴剧画风格和故事讲述方法的结果是，主流漫画市场接受了更广泛的多样性的实验性的故事，由此当时被公认为漫画的黄金时代。这个时代从1970年代开始一直延续到1980年代。1977年作家小池一夫创立了“剧画村塾”的教育课程，课程中强调漫画中成熟而强劲的角色刻画。
随着主流少年漫画杂志变得越来越商业化，剧画的影响开始衰退。剧画的色彩在现在主流少年漫画出版社已经失去了很多，而更多只能稍微在地下出版物或青年杂志上显现。并且正当剧画被主流漫画市场接受的时期，其他的艺术思潮在独立漫画中出现如先锋漫画杂志《GARO》，还有很后来的新漫画运动。这些运动或思潮在日本已经取代了剧画于另类漫画的地位。

## 文獻
- Oliveros, Chris (ed.). Drawn and Quarterly. Volume 5 （页面存档备份，存于）. Montreal, Quebec: Drawn & Quarterly, 2003. p. 59. ISBN 1-896597-61-0.
- Schodt, Frederik L. Dreamland Japan: Writings on Modern Manga. Berkeley, Calif.: Stone Bridge Press, 1996. pp. 34, 54, 231, 242, 283–284. ISBN 1-880656-23-X.
- Schodt, Frederik L. Manga! Manga!: The World of Japanese Comics. New York: Kodansha International, 1983. pp. 66–67, 124–125. ISBN 0-87011-549-9.
- 我們錯過的50年——讀者轉型、漫畫新浪潮與視覺文學
- 你一定不知道 看漫畫竟然可以撼動整個美國 （页面存档备份，存于）
- 當恐龍開始看漫畫——自由、社會與視覺文學 （页面存档备份，存于）